# Estação Paddington (Londres)
A Estação de Paddington, também conhecida como London Paddington ou simplesmente Paddington, é um dos principais terminais da National Rail e do Metrô de Londres. Situa-se na zona central, em Paddington, em Londres. 

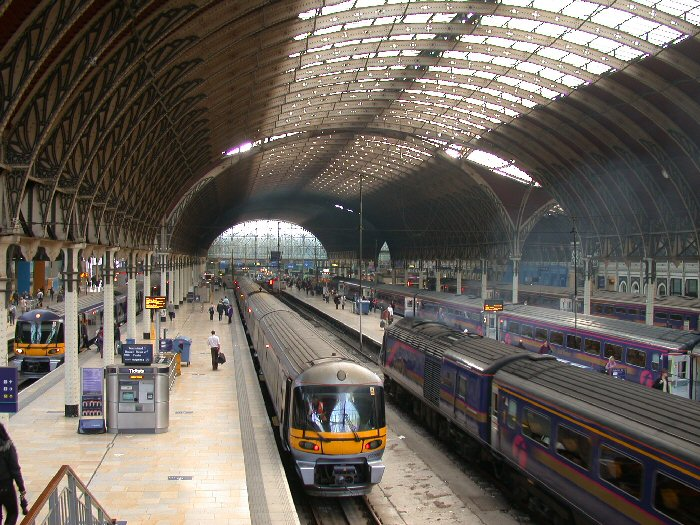
Estação de Paddington

É uma estação histórica, tendo servido da estação terminal da Great Western Railway e seus sucessores, desde 1838. Grande parte da actual estação principal remonta a 1854, e foi desenhado por Isambard Kingdom Brunel. Foi também a primeira estação terminal da antiga Metropolitan Railway,  inaugurada em 1863, o primeiro sistema de metrô do mundo. 
Apesar do seu carácter histórico, bem como a necessidade de preservar muitas das suas características, o complexo foi recentemente modernizado, e assumiu uma função adicional, desde 1998, como terminal do Heathrow Express, o serviço de transporte ferroviário que serve ao aeroporto de Heathrow.
Desta estação partem trens com destino a diferentes localidades do sudoeste e oeste de Inglaterra, e no sul de Gales, como por exemplo Oxford, Bristol, Bath, Gloucester, Worcester, Exeter, Plymouth, Torquay, Truro, Penzance, Newport, Cardiff e Swansea.

## Serviços
Paddington é o terminal de Londres para trens de alta velocidade de longa distância operados pela Great Western Railway. Dois serviços vão para o Aeroporto de Heathrow: o Heathrow Express viaja sem escalas com uma tarifa premium, enquanto que a linha Elizabeth faz a mesma rota, mas liga para todas as estações intermediárias.